# Gentianella aurea
Gentianella aurea — вид трав'янистих рослин родини тирличеві (Gentianaceae), поширений на півночі Європи й у Ґренландії. Етимологія: лат. aurea — «золотистий».

## Опис
Це однорічна або дворічна рослина. Стебла 2–30 см заввишки, прості або розгалужені з основи. Базальні листи часто утворюють розетку; вони від еліптичних до лопатчастих; верхівки від округлих до тупих; листові пластини довжиною 3–21 мм, шириною 1–10 мм; середні листки від ланцетних до яйцеподібних, верхівки тупі, основи округлі, довжина 9–26 мм, ширина 4–13 мм. Верхні листки можуть часто стати приквітками й огортають суцвіття. Чашечка довжиною 3–8 мм; чашолистків 5, вони нерівні. Віночок від синього до фіолетового, довжиною 6–11 мм, шириною 3–5 мм; пелюсток 5, яйцеподібні. Зав'язь загалом широко овальна. Квіти у компактних кінцевих суцвіттях. Коробочки тої ж довжини, що віночок чи трохи довше. Насіння яйцеподібне, злегка сплюснене, довжина ≈0.75 мм, ширина 0.6 мм, поверхня гладка, трішки зморщена під збільшенням, світло-коричнева.

## Поширення
Північна Америка: Ґренландія; Європа: Росія, Ісландія, Норвегія, Швеція; введений: Фінляндія. Населяє трав'яні поля.